# Mario Paint
Mario Paint és un videojoc per a la Super Nintendo de 1992. Dirigit sobretot al públic infantil, presenta una pantalla en blanc per dibuixar i pintar, de manera similar als programes de dibuix bàsic per a ordinador. Els dibuixos poden inserir-se en una animació amb música inclosa (que es podia compondre dibuixant notes a un pentagrama ja proporcionat pel joc).

## Característiques
El joc va ser llançat per a la Super Nintendo el 1992, i avui dia encara pot usar-se servint-se d'emuladors. Portava el mini-joc "Gnat Attack" o "Coffee Break" on has d'atrapar mosques. Aquest joc permetia salvar els dibuixos o composicions que es feren.
Una de les seccions més originals del joc és el compositor de música, que permet elaborar i escoltar qualsevol tipus de composició musical a través d'un pentagrama i diversos tipus de sons des dels usuals piano, guitarra o trompeta a originals com miols o lladrucs. Poden trobar-se centenars de composicions d'afeccionats en servidors de vídeos com Youtube.

## La cançó de Tokata
La cançó de Tokata és una cançó de 19 notes que apareix en molts jocs de Nintendo. En Mario Paint, la cançó és un Easter Egg, que es troba en la pantalla d'inici quan un usuari fa clic en l'O en "Mario Paint". S'ha denominat com la "cançó de Mario Paint", La seva primera aparició va ser en aquest mateix joc i pròximament en 10 Més recentment es pot escoltar en el joc Animal Crossing amb el nom de Tota song.

## Recepció i llegat
Mario Paint va ser qualificat com el millor joc de 162° fet en un sistema de Nintendo en el Top 200 de Nintendo Power.
YouTube compta amb milers de composicions musicals realitzats amb el programa de música de Mario Paint, o programes similars en línia com Mario Paint Composer que utilitzen el sistema de Mario Paint, però permet les funcions avançades. Per exemple, les noves obligacions que no van ser inclosos en el joc original de Mario Paint, i modifica els sons.
Mario Compositor Pintura
El primer dibuix animat (encara que no de Flaix, com la resta de la sèrie) de Homestar Runner (una seriï caricatures feta en flaix actualment) va ser animada amb Mario Paint.
Mario Paint ha estat font d'inspiració per als desenvolupadors. Un dels funcionaris de so de Mario Paint, Hirokazu Tanaka, més tard va passar a treballar en EarthBound. Alguns efectes de so i instruments musicals es van utilitzar en tots dos jocs.

### Seqüeles
En 1997, una versió titulada BS Mario Paint: Yuu Shou Naizou Ban va ser llançat al mercat japonès a través d'emissió Satellaview. Aquesta versió va ser modificada de tal manera que el ratolí perifèric de SNES (Super NES Mouse) ja no fos necessari.
En 1999, una sèrie de jocs van ser llançats exclusivament al Japó per la Nintendo 64DD sota el títol de Mario Artist. El joc inicial va ser un títol de llançament pel Nintendo 64DD, i va ser empaquetat amb un ratolí per la Nintendo 64. Al llarg de la sèrie, els jocs tenien la possibilitat que el jugador pugui crear models poligonals en 3D, inserir imatges en els models 3D a través d'un cartutx de captura de Nintendo 64, i fins i tot compartir les obres de la qual d'art a través d'un kit de comunicació en línia.
Si ben no seqüela oficial ha estat llançat a Amèrica del Nord, Mario Paint fa un cameo en WarioWare: Touched! com "Wario Paint" que permet al jugador utilitzar el llapis per acolorir diversos personatges en el joc. També, vostè pot escoltar la cançó de Mario Paint amb la joguina "Plats" a la "cambra de joguines". El joc amb mosca copejant amb força fa acte de presència addicionals en el joc anterior, WarioWare, Inc.: Minigame Mania. La Wii Canal Fotos característiques d'edició similar al Mario Paint, que inclou a més diverses de les gomes d'esborrar especials.
Quatre aplicacions independents del programa de música han estat fidelment recreats per compondre música en l'estil del programa musical limitada, anomenat MarioSequencer, Mario Paint Composer i avançada Mario seqüenciador I també Mario Paint Composer 2.0, una versió actualitzada de Mario Paint Composer que afegeix quatre noves notes a l'original quinze anys, i la capacitat de múltiples composicions cadena juntament amb el "Organitzador".
El Nintendo DSi utilitza una música similar compondre programa.
WarioWare D.I.Y. permet als jugadors per gravar notes a través del micròfon de Nintendo DS, i aplicar els sorolls i sons d'animals als mateixos, similar a la creació musical de Mario Paint. WarioWare D.I.Y. també utilitza un programa de dibuix similar al Mario Paint quan el jugador fa un còmic o gràfics pel seu Microgame personalitzat. A més, quan "Mario Paint" s'introdueix com el nom d'un Microgame o còmic, el tema de Mario Paint sonarà.